# 余劍明
余劍明（英語：Lucina Yu Kim Ming，1968年4月10日—），香港著名女唱片騎師及歌手。1985年於英華女學校中五畢業後暑假參加香港電台主辦「業餘DJ大賽」奪得冠軍隨即加入DJ訓練班，並原校升讀預科，同年還參加了西區社區中心青毅服務團主辦「仲夏夜弦歌比賽」以一曲《長夜 My Love Goodnight》奪得獨唱組冠軍，1986年開始在港台兼職主持節目，1987年與黃凱芹合作聲演廣播劇《流離所愛》兼唱同名主題曲大受歡迎，1988年推出唯一一張個人大碟《余劍明》，1991年轉投加盟新城電台，曾出任台長至2002年離開。

## 背景
余劍明有一姊一妹一弟，父親是一名船隻輪機長。余劍明在九龍觀塘康寧道唐樓出生，居住過月華街和功樂道的舊樓。因父親想兒女可以保護膽小的妻子，所以以「劍」字為他們取名。她插班入讀聖若翰天主教小學階段參加過故事演講比賽，當過校內活動司儀。此外，自小學四至六年級均擔任班長，又是合唱團成員。而她在讀中學階段同樣當過合唱團團員，中二起參加校內歌唱比賽。中三時則與友人組成「Flintstone」樂隊，曾向區新明學習彈結他的技巧。
在1985年畢業於英華女學校中五年級後，余於同年暑假參加了香港電台主辦的「全港業餘DJ大賽」，並奪得冠軍。隨即加入了訓練班接受由鄭丹瑞及鄧藹霖給予的唱片騎師訓練，同學計有黃凱芹、曾婉明（香港電台電台及節目策劃電台行政及發展組節目總監）以及恒基兆業地產集團顧問黃劍榮三人。同時一邊於英華女學校修讀預科，一邊自1986年開始以兼職身份主持香港電台節目「青春交響曲」。此前曾在1985年參與中西區歌唱比賽，且獲得冠軍。又得到灣仔區少年警訊歌唱比賽第一名。余劍明在1987年中七畢業後正式投身廣播界，主持《輕談淺唱不夜天》，與此同時兼任「開心隊」及「晨光第一線」兩個節目的主持。此外，還主持過《Ming Ming你好嘢》。她於1988年推出了唯一張個人專輯《余劍明》。碟內收錄了與黃凱芹於1987年合唱的經典情歌《流離所愛》（來自同名廣播劇的主題歌曲）。由於明白自己不是幕前演出的材料，因此轉回幕後發展。
後來考慮到更多個人發展機會的問題，她於1991年得知新城電台勁歌台成立而向時任台長陳任自薦任職新城電台唱片騎師。陳任當年已與香港電台高層張文新與吳錫輝協議會向陳漢詩、郭偉安、黃靄君、梁兆輝、陳小芝、余劍明等人提出跳槽邀請余跳槽之際已被陳任給予節目總監的銜頭。過了一段時間後升為新城資訊台台長。期間涉足幕後工作，亦舉薦了當時在新城電台當兼職主持的陸浩明參加唱片騎師比賽。她在2002年因為小兒子準備出生，加上電台出現人事變動而專心相夫教子，辭去新城電台節目總監一職。也婉拒了一間廣州電台給她當台長的邀請。至2006年被香港電台節目總監王雅文在伍家廉退休的情況下邀請加入廣播節目「恬淡情懷」，在每逢星期五晚擔任《恬淡情懷》的客席主持。2019年4月起於香港電台第一台全職主持廣播節目「恬淡情懷」。

## 個人生活
余劍明於1995年結婚，分別於2000年及2003年誕下長女和次子。

## 電台節目

#### 香港電台
- 青春交響曲
- 鐳射夾萬
- 恬淡情懷

#### 新城電台
- Ming Ming你好嘢

## 廣播劇
- 流離所愛（1987年　港台）
- 都市下一站（2000年　新城）

## 音樂作品

#### 單曲
- 1987年《流離所愛》（與黃凱芹合唱，收錄在黃凱芹《Moody》專輯）

#### 個人大碟
| 專輯名稱 | 年份   | 發行日期 | 發行公司 | 曲目 |
| -------- | ------ | -------- | -------- | --- |
| 余劍明   | 1988年 | 5月6日   | PHILIPS  | 曲目 東 1. 蜜意濃情 2. 雷電午夜 3. 短暫的浪漫 4. 夜航 5. 真似假 西 1. 內心交戰 2. 彩色降落傘 3. 千億個夢 （黃凱芹、余劍明合唱） 4. 淚兩行 5. 願望 |

## 演唱會嘉賓
- 黃凱芹Long Time No See演唱會（2002年）
- 黃凱芹好好的演唱會貳零壹零（2010年）
- 黃凱芹True Colors 25週年演唱會（2012年）

## 外部連結
- 余劍明的Facebook專頁
- 余劍明的Facebook專頁
- 余劍明的Instagram帳戶